# Bouchetia (Muricidae)
Bouchetia là một chi ốc biển, là động vật thân mềm chân bụng sống ở biển thuộc họ Muricidae, họ ốc gai.
Chi này được đặt theo tên nhà nghiên cứu bệnh học Philippe Bouchet và được sử dụng để thay thế đồng nghĩa Paziella (Bouchetia) Houart & Héros, 2008.

## Các loài
Các loài thuộc chi Bouchetia bao gồm:
- Bouchetia hystricina (Dall, 1889):[3] s
- Bouchetia vaubanensis (Houart, 1986):[4]
- Bouchetia wareni Houart & Héros, 2015